# Мергім Войвода
Мергім Войвода (алб. Mërgim Vojvoda, нар. 1 лютого 1995, Скендерай) — косовський футболіст, захисник італійського «Торіно» і національної збірної Косова.

## Клубна кар'єра

### Ранні роки
Народився 1 лютого 1995 року в місті Сндерай. Вихованець футбольних шкіл бельгійських та нідерландських клубів «П'єррос», «Грівенжі», «МВВ Маастрихт». У 2011 році 16-річний Мергім приєднався до юнацького складу «Стандарду» (Льєж). Дорослу футбольну кар'єру розпочав 2013 року в основній льєжського клубу, в якій провів один сезон.

### Оренда в «Сент-Трюйден»
У 2014 році відправився в оренду в «Сент-Трюйден». У новій команді дебютував 8 листопада в переможному (1:0) виїзному поєдику 15-о туру Другого дивізіону проти «Руселаре». Мергім вийшов на поле на 63-й хвилині, замінивши П'єра Багерле.

### Оренда в «Карл Цейс»
У 2015 рік відправився в оренду до «Карл Цейсу», який виступав у Регіоналлізі «Північний Схід» (четвертий дивізіон німецького чемпіонату). Перехід відбувся за сприяння Роланда Дюшателя, на той час — головний інвестор «Стандарда» та «Карл Цейса».

### «Мускрон»
24 червня 2016 року «Стандард» (Льєж) погодився безкоштовно відпустити Войводу до складу «Рояль Ексель Мускрона», за умови виплати йому 25 % від суми наступного трансферу. Дебютував за нову команду 30 липня 2016 року, вийшовши в стартовому складі у поєдинку проти «Андерлехта». Відіграв за мускронську команду наступні три сезони своєї ігрової кар'єри. Більшість часу, проведеного у складі «Рояль Ексель Мускрон», був основним гравцем захисту команди.

### «Стандард» (Льєж)
27 травня 2019 року уклав трирічний контракт зі «Стандардом» (Льєж). Протягом сезону 2019/20 відіграв за команду з Льєжа 25 матчів у національному чемпіонаті.

### «Торіно»
У серпні 2020 року перебрався до Італії, уклавши чотирирічний контракт з «Торіно», який, як повідомлялося, сплатив за трансфер захисника 5,5 мільйонів євро.

## Виступи за збірні

### Албанія

#### Молодіжна збірна
На міжнародному рівні вирішив представляти Албанію. Вперше отримав виклик від головного тренера молодіжної збірної Албанії Шкендера Геги 6 серпня 2014 року на товариський матч проти Катару U-23 у Шотландії, проте взяти в ньому участь не зміг через проблеми з візою.
У жовтні 2014 року Шкендер Гега знову викликав Мергіма до молодіжної збірної, на матч проти румунської «молодіжки», який повинен був відбутися 8 жовтня. У поєдинку проти румунів Войвода вийшов у стартовому складі, проте не зміг допомогти албанцям уникнути поразки (1:3). Після цього знову був викликаний до молодіжної збірної Албанії, для участі в міжнародному товариському турнірі, який проходив 12—18 листопада 2014 року в Дубаї.
27 березня 2015 року Мергім Войвода отримав албанське громадянство, щоб мати право грати за молодіжну збірну Албанії в офіційних турнірах.

#### Молодіжний чемпіонат Європи 2017 року
28 березня 2015 року Войвода був викликаний до молодіжної збірної Албанії на поєдинок кваліфікації молодіжного чемпіонату Європи 2017 року проти молодіжної збірної Ліхтенштейну. У тому поєдинку дебютував за молодіжну збірну Албанії на офіційному рівні, відіграв усі 90 хвилин та допоміг албанцям здобути перемогу (2:0).
Протягом 2014–2016 років зіграв в 11 офіційних матчах за молодіжну збірну Албанії.

### Косово
8 серпня 2016 року Войвода вирішив відмовитися від виступів за молодіжну збірну Албанії заради можливості ьв майбутньому грати за Косова. Він зазначив, що відкритий для них і що готовий прийняти запрошення, якщо воно надійде від Футбольної федерації Косова. 7 листопада 2016 року він отримав виклик на матч проти Туреччини. 10 листопада 2016 року ФІФА дозволило Мергіму виступати за Косово.  
2017 року дебютував в офіційних матчах у складі національної збірної Косова. 11 червня 2017 року Войвода дебютував за Косово у програному (1:4) поєдинку кваліфікаційного чемпіонату світу 2018 року проти Туреччини.

## Статистика виступів

### Статистика клубних виступів
Станом на 12 листопада 2020
| Сезон                       | Команда                     | Чемпіонат                   | Чемпіонат | Чемпіонат | Національний кубок | Національний кубок | Національний кубок | Континентальні кубки | Континентальні кубки | Континентальні кубки | Інші змагання | Інші змагання | Інші змагання | Усього | Усього |
| Сезон                       | Команда                     | Ліга                        | Ігор      | Голів     | Ліга               | Ігор               | Голів              | Ліга                 | Ігор                 | Голів                | Ліга          | Ігор          | Голів         | Ігор   | Голів  |
| --------------------------- | --------------------------- | --------------------------- | --------- | --------- | ------------------ | ------------------ | ------------------ | -------------------- | -------------------- | -------------------- | ------------- | ------------- | ------------- | ------ | ------ |
| 2014–15                     | «Сент-Трюйден»              | Д2                          | 4         | 0         | КБ                 | 0                  | 0                  | -                    | -                    | -                    | -             | -             | -             | 4      | 0      |
| 2015–16                     | «Карл Цейс»                 | РЛН                         | 24        | 0         | КН                 | 2                  | 0                  | -                    | -                    | -                    | -             | -             | -             | 26     | 0      |
| 2016–17                     | «Рояль Ексель Мускрон»      | ПЛ                          | 21+9      | 0+1       | КБ                 | 1                  | 0                  | -                    | -                    | -                    | -             | -             | -             | 31     | 1      |
| 2017–18                     | «Рояль Ексель Мускрон»      | ПЛ                          | 26+5      | 0         | КБ                 | 2                  | 0                  | -                    | -                    | -                    | -             | -             | -             | 33     | 0      |
| 2018–19                     | «Рояль Ексель Мускрон»      | ПЛ                          | 29+8      | 1+0       | КБ                 | 2                  | 0                  | -                    | -                    | -                    | -             | -             | -             | 39     | 1      |
| Усього за «Мускрон»         | Усього за «Мускрон»         | Усього за «Мускрон»         | 76+22     | 1+1       |                    | 5                  | 0                  |                      | -                    | -                    |               | -             | -             | 103    | 2      |
| 2019–20                     | «Стандард» (Льєж)           | ПЛ                          | 25        | 1         | КБ                 | 2                  | 0                  | ЛЄ                   | 3                    | 0                    | -             | -             | -             | 30     | 1      |
| серп. 2020                  | «Стандард» (Льєж)           | ПЛ                          | 3         | 0         | КБ                 | -                  | -                  | ЛЄ                   | -                    | -                    | -             | -             | -             | 3      | 0      |
| Усього за «Стандард» (Льєж) | Усього за «Стандард» (Льєж) | Усього за «Стандард» (Льєж) | 28        | 1         |                    | 2                  | 0                  |                      | 3                    | 0                    |               | -             | -             | 33     | 1      |
| 2020–21                     | «Торіно»                    | A                           | 7         | 0         | КІ                 | 0                  | 0                  | -                    | -                    | -                    | -             | -             | -             | 7      | 0      |
| Усього за кар'єру           | Усього за кар'єру           | Усього за кар'єру           | 139+22    | 2+1       |                    | 9                  | 0                  |                      | 3                    | 0                    |               | -             | -             | 173    | 3      |

### Статистика виступів за збірну
Станом на 12 листопада 2020
| Дата       | Місто               | Господарі          | Результат | Гості             | Турнір                               | Голи | Примітки  |
| ---------- | ------------------- | ------------------ | --------- | ----------------- | ------------------------------------ | ---- | --------- |
| 11-6-2017  | Шкодер (місто)      | Косово             | 1 – 4     | Туреччина         | Відбір до ЧС 2018                    | -    |           |
| 2-9-2017   | Загреб              | Хорватія           | 1 – 0     | Косово            | Відбір до ЧС 2018                    | -    | 83'       |
| 5-9-2017   | Шкодер (місто)      | Косово             | 0 – 1     | Фінляндія         | Відбір до ЧС 2018                    | -    |           |
| 6-10-2017  | Шкодер (місто)      | Косово             | 0 – 2     | Україна           | Відбір до ЧС 2018                    | -    |           |
| 9-10-2017  | Рейк'явік           | Ісландія           | 2 – 0     | Косово            | Відбір до ЧС 2018                    | -    |           |
| 13-11-2017 | Косовська Митровиця | Косово             | 4 – 3     | Латвія            | товариський матч                     | -    |           |
| 24-3-2018  | Франконвіль         | Косово             | 1 – 0     | Мадагаскар        | товариський матч                     | -    | 64'       |
| 27-3-2018  | Франконвіль         | Косово             | 2 – 0     | Буркіна-Фасо      | товариський матч                     | -    | 69'       |
| 29-5-2018  | Цюрих               | Албанія            | 0 – 3     | Косово            | товариський матч                     | -    | 68'       |
| 7-9-2018   | Баку                | Азербайджан        | 0 – 0     | Косово            | Ліга націй УЄФА 2018-2019 - 1-й етап | -    |           |
| 10-9-2018  | Приштина            | Косово             | 2 – 0     | Фарерські острови | Ліга націй УЄФА 2018-2019 - 1-й етап | -    |           |
| 11-10-2018 | Приштина            | Косово             | 3 – 1     | Мальта            | Ліга націй УЄФА 2018-2019 - 1-й етап | -    |           |
| 14-10-2018 | Торсгавн            | Фарерські острови  | 1 – 1     | Косово            | Ліга націй УЄФА 2018-2019 - 1-й етап | -    |           |
| 17-11-2018 | Та-Калі             | Мальта             | 0 – 5     | Косово            | Ліга націй УЄФА 2018-2019 - 1-й етап | -    |           |
| 20-11-2018 | Приштина            | Косово             | 4 – 0     | Азербайджан       | Ліга націй УЄФА 2018-2019 - 1-й етап | -    |           |
| 21-3-2019  | Приштина            | Косово             | 2 – 2     | Данія             | товариський матч                     | -    |           |
| 25-3-2019  | Приштина            | Косово             | 1 – 1     | Болгарія          | Відбір до ЧЄ 2020                    | -    | 19'       |
| 7-6-2019   | Подгориця           | Чорногорія         | 1 – 1     | Косово            | Відбір до ЧЄ 2020                    | -    |           |
| 10-6-2019  | Софія (місто)       | Болгарія           | 2 – 3     | Косово            | Відбір до ЧЄ 2020                    | -    | 62'       |
| 7-9-2019   | Приштина            | Косово             | 2 – 1     | Чехія             | Відбір до ЧЄ 2020                    | 1    |           |
| 10-9-2019  | Саутгемптон         | Англія             | 5 – 3     | Косово            | Відбір до ЧЄ 2020                    | -    | 38' (aut) |
| 14-10-2019 | Приштина            | Косово             | 2 – 0     | Чорногорія        | Відбір до ЧЄ 2020                    | -    | 85' 88'   |
| 14-11-2019 | Плзень              | Чехія              | 2 – 1     | Косово            | Відбір до ЧЄ 2020                    | -    |           |
| 17-11-2019 | Приштина            | Косово             | 0 – 4     | Англія            | Відбір до ЧЄ 2020                    | -    |           |
| 3-9-2020   | Парма               | Молдова            | 1 – 1     | Косово            | Ліга націй УЄФА 2020-2021 - 1-й етап | -    |           |
| 6-9-2020   | Приштина            | Косово             | 1 – 2     | Греція            | Ліга націй УЄФА 2020-2021 - 1-й етап | -    | 58'       |
| 8-10-2020  | Скоп'є              | Північна Македонія | 2 – 1     | Косово            | Відбір до ЧЄ 2020                    | -    | 64'       |
| 14-10-2020 | Марусі              | Греція             | 0 – 0     | Косово            | Ліга націй УЄФА 2020-2021 - 1-й етап | -    |           |
| 11-11-2020 | Ельбасан            | Албанія            | 2 – 1     | Косово            | товариський матч                     | -    | 84'       |
| Усього     |                     | Матчів             | 29        |                   | Голів                                | 1    |           |

## Досягнення
«Сент-Трюйден»
- Другий дивізіон Бельгії
  -  Чемпіон (1): 2014/15

«Карл Цейс»
- Кубок асоціації
  -  Володар (1): 2015/16